# 538
538 (DXXXVIII, na numeração romana) foi um ano comum do século VI do Calendário Juliano, da Era de Cristo, teve início a uma Sexta-feira e terminou também a uma Sexta-feira, e a sua letra dominical foi C (52 semanas).
| Ano completo                       |
| ---------------------------------- |
| Ano comum com início à sexta-feira |

## Religião
- Como resultado das perseguições feitas pelo Império Bizantino, Cristãos Monofisistas estabelecem a Igreja Copta em Alexandria; (data aproximada)
- O Terceiro Conselho de Orleans acontece e proíbe atividades rurais no domingo.

## Sociedade
- Terceiro ano de fome mundial, como consequência dos eventos climáticos extremos de 535-536.

## Eventos
- Termina o Período Kofun no Japão (250 - 538 d.C.)

## Nascimentos
- Bidatsu, 30º imperador do Japão.